# Equitius doriae
Equitius doriae is een hooiwagen uit de familie Triaenonychidae.